# 2009 Voloshina
2009 Voloshina је астероид главног астероидног појаса са пречником од приближно 34,82 .
Афел астероида је на удаљености од 3,560 астрономских јединица (АЈ) од Сунца, а перихел на 2,662 АЈ.
Ексцентрицитет орбите износи 0,144, инклинација (нагиб) орбите у односу на раван еклиптике 2,859 степени, а орбитални период износи 2004,951 дана (5,489 година).
Апсолутна магнитуда астероида је 10,80 а геометријски албедо 0,069.
Астероид је откривен 22. октобра 1968. године.